# Száguldó bomba

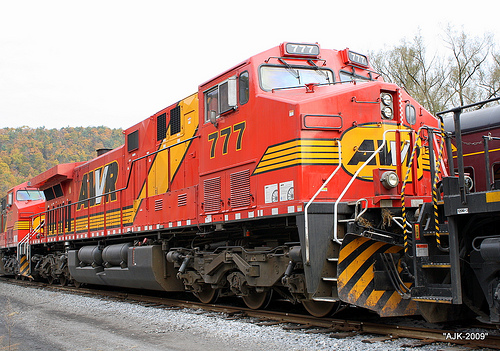
A filmben szereplő 777-es pályaszámú mozdony

A Száguldó bomba (eredeti cím: Unstoppable) 2010-ben megjelent amerikai akciófilm, melyet Tony Scott rendezett. A főbb szerepekben Denzel Washington, Chris Pine és Rosario Dawson látható.
A film egy megtörtént baleset eseményein alapszik: 2001-ben az ohioi Walbridge vasútállomáson elszabadult egy veszélyes vegyszereket szállító tehervonat, mely személyzet nélkül több mint 100 km-t tett meg, mire meg tudták állítani.
Az Egyesült Államokban és Kanadában 2010. november 12-én mutatták be. Magyarországon 2010.november 18-án debütált. A filmet Oscar-díjra jelölték a legjobb hangvágás kategóriában.

## Rövid történet
Egy személyzet nélküli, fél kilométer hosszú tehervonat robog egy város felé, miközben egy veterán mozdonyvezető és egy fiatal vonatvezető versenyt fut az idővel, hogy megakadályozzák a katasztrófát.

## Cselekmény
|  | Alább a cselekmény részletei következnek! |

Will Colson távcsövön figyeli kisfiát, amint felesége kiengedi a gyereket a házból. Mint később megtudjuk, átmenetileg nem találkozhat velük, mivel fegyverrel megfenyegetett egy férfit, akiről azt feltételezte, hogy a felesége szeretője.
A valóságban nem létező Fuller város vasúti rendező-pályaudvarán egy mozdonyvezető és egy váltókezelő munkás azt az utasítást kapja, hogy álljanak másik vágányra egy vegyi anyagokat szállító hosszú szerelvénnyel, hogy egy kisiskolásokat szállító vonat elhaladhasson. Mivel sürget az idő, a légféket nem csatlakoztatják, és a vezető lassan elindítja a vonatot. Az egyik váltó azonban még nincs átállítva, és a váltókezelő munkás messze van. A vonatvezető ezért leszáll a lassan haladó vonatról, és előrefutva kézzel átállítja a váltót. A mozdony azonban eközben begyorsul, mert a fékezőkarok elmozdulnak, ezért a vezető nem tud rá visszaszállni (részben a túlsúlya miatt nem tud gyorsabban futni). A vonat gazdátlanul halad a pályán és mivel nincs fékezve, egyre gyorsul.
Will Colson (Chris Pine), az újonnan felvett vonatvezető a 28 éve dolgozó veterán mozdonyvezető, Frank Barnes (Denzel Washington) mellé kerül. Barnes és Colson  Brewster városban találkozik, Dél-Pennsylvaniában. Még az indulás előtt kiderül, hogy Colsonnak mindössze négy hónapos tapasztalata van. Elindulnak a mozdonnyal és Stantonban, egy cinkgyárban teherkocsikat vesznek fel. Itt Colson hibázik, és húsz helyett huszonöt kocsit kapcsol fel. Ezután északra, Fuller felé indul a szerelvény.
Fullerben a helyi vonatirányító központ vezetője, Connie Hooper (Rosario Dawson) megtudja, hogy egy gazdátlan vonat tart dél felé a fő vonalon, szemben az ott zajló forgalommal. Feltételezve, hogy a biztonsági vészfék bekapcsol, mivel nincs ott a mozdonyvezető, azt gondolják, hogy a vonat 15 km megtétele után meg fog állni. Ezért azt mondja a hibázó mozdonyvezetőnek és a munkásnak, hogy egy sínautóval menjenek utána. Connie felhívja Nedet (Lew Temple), a vasúttársaság egyik főhegesztőjét, hogy egy bizonyos ponton állítsa át a váltót, hogy a vonat mellékvágányon haladjon tovább. Ned odaér a kocsijával, azonban néhány perc múlva a sínautó is megérkezik, ebből kiderül, hogy a vonat gyorsabban halad, mint ahogy számították, és már korábban egyenesen átment a váltón.
Connie és a keze alatt dolgozó diszpécserek minden más vonatot igyekszenek más vonalra terelni a száguldó vonat útjából. Mint kiderül, a legtöbb tartálykocsi, ami hozzá van kapcsolva, nyersolajjal, illetve robbanásveszélyes olvasztott fenollal van megtöltve.
Az AWVR (nem valódi név) vasúttársaság központjában, Pittsburgh-ben, Oscar Galvin (Kevin Dunn) alelnök felhívja Connie-t, informálódik a történtekről, de a további döntésből kihagyja.
Barnes és Colson hallják rádión a diszpécsert, amint a vonatukat mellékvágányra akarja terelni. Ők azonban tudják, hogy az első mellékvágány nem elég hosszú, hogy a teljes vonatot befogadja, ezért gyorsítanak, hogy időben elérjék a következő mellékvágányt.
Galvin felülbírálja Connie javaslatát, ami arra vonatkozott, hogy a vonatot még a lakott területek elérése előtt siklassák ki. Galvin és a többi főnök a várható károkat és veszteségeket 100 millió dollárra becsüli, ezért olyan döntést hoznak, hogy a mozdonyra egy helikopterről leengednek egy vezetőt, aki majd lefékezi a szerelvényt. Ehhez először egy mozdonyt indítanak el, ami egy csatlakozási ponton a vonat elé vágva elébe kerül, majd megpróbálja lelassítani. Azonban a szerelvény mozgási energiája túl nagy, a fékező mozdony kisiklik és felrobban. Mindezt szinte az első pillanattól kezdve a tévé a saját helikopterükről élőben közvetíti.
A helikopterről leengedett vezető megkísérli a leszállást, azonban a túl nagy lengések miatt nekicsapódik a mozdony szélvédőjének és elveszti az eszméletét.
Ekkor már az elszabadult szerelvény elhagyta a lakatlan területeket és a további útján végig lakott területek mellett halad. A „végállomás” Stanton, mivel ott olyan éles ív van, ahol a vonat az óriási sebessége miatt feltétlenül kisiklik, a szállított vegyszerek felrobbannak, és a pálya mellett lévő olajtartályok kigyulladása miatt feltehetően hatalmas katasztrófa várható. Ezért megkezdik a közbeeső kisebb városok és a Stanton közelében lakók kitelepítését. Stantonban a film szerint összesen 750 000 ember lakik.
A rendőrség megkísérli kilőni a szerelvény biztonsági gombját, amikor az egy vasúti kereszteződésben elhalad, azonban a gomb túl kicsi és a szerelvény túl gyorsan megy.
Barnes és Colson éppen csak el tudják érni a kitérő vágányt, amikor elhalad mellettük az elszabadult vonat. Azonban a túl hosszú szerelvény utolsó néhány kocsiját az elszabadult mozdony elkaszálja. Szerencsére azokban nem volt veszélyes anyag, ezért nem robbannak fel.
Ahogy a szerelvény elhalad, Barnes észreveszi, hogy az utolsó kocsi fékező kapcsolófeje nyitott állapotban van. Ez azt az ötletet adja neki, hogy ha mozdonyával rákapcsolódik, mögötte haladva talán eléggé le tudja fékezni. Galvin azonban nem fogadja el a veszélyes akció ötletét és kirúgással fenyegeti Barnest, aki közli vele, hogy két hónapja már kirúgta és idő előtt nyugdíjba küldte, és hogy a normál nyugdíj felét fogja kapni. Ekkor Colson veszi át a mikrofont, mire Galvin őt is kirúgással fenyegeti, ha részt vesz az akcióban. Galvin ötlete az, ami Connie-é volt korábban, vagyis hogy siklassák ki a vonatot, csakhogy most már ez a lakott területek miatt nem csak pénzbe, hanem emberéletekbe kerülhet. Barnes jelzi, hogy a kisiklatás a túl nagy sebesség miatt nem fog sikerülni, Galvin azonban kitart a megoldás mellett.
A kisiklatást egy kisvárosi kereszteződésben kísérlik meg, azonban nem sikerül, a vonat szinte akadálytalanul tovább száguld az útján.
Barnes és Colson lassan utolérik a szerelvényt. Colson a mozdonyuknak arra a végére megy, ahol a kapcsolódásnak végbe kell mennie és onnan rádión és kézjelekkel irányítja Barnest. A kapcsolódás nem megy végbe magától, ezért Colsonnak kézzel kell azt elvégeznie. A művelet közben a jobb lába súlyosan megsérül és majdnem leesik a vonatról.
Miután összekapcsolódtak, elkezdik dinamikus fékkel lassítani a haladást, azonban a fékezés nem elég a kellő lassulás eléréséhez. A kritikus ívben csak 25 km/h-val volna szabad haladni, és a fékezés megkezdésekor még legalább 80 km/h-val mennek.
Colson ekkor azzal az ötlettel áll elő, hogy kézzel le kell fékezni a tartálykocsikat és az összes kézifék már elegendőnek bizonyulhat. Amikor el akar indulni, Barnes visszatartja, hiszen az ő lába sérült, ezért Barnes indul fékezni a kocsikat. Előtte még röviden felhívja a lányait mobilon és biztosítja őket a szeretetéről. A nagyobbik lánya nem beszél vele, mióta anyjuk négy éve meghalt rákbetegségben.
Barnes egyenként fékezni kezdi a kocsikat, a tetejükön megy végig és egyikről a másikra ugrik. Közben a fékező mozdony dinamikus fékje a nagy fékteljesítmény miatt túlmelegszik és felmondja a szolgálatot, a szerelvény újra gyorsulni kezd.
Colson ekkor a légféket alkalmazza, és annyira sikerül lelassítania a szerelvényt, hogy a kritikus ívet be tudják venni, igaz, hogy a kocsik egyik oldala a levegőbe emelkedik és az egyik kocsiról csövek hullanak le. Barnes már majdnem eléri a mozdonyt, azonban az utolsó rés túl széles ahhoz, hogy átugorja.
Ned, a főhegesztő ekkor rendőrségi felvezetéssel utoléri őket a teherautójával és felveszi Colsont, aki átugrik a kocsi platójára. Ned gázt ad, és igyekszik elérni a mozdonyt, mivel tudja, hogy az autóút egyenes szakasza, ami a sínek közelében halad, hamarosan véget ér. Colson a sérülése miatt nehezen, de feljut a mozdonyra és végül lefékezi.
Egy rögtönzött sajtótájékoztatón Barnes, Colson és Ned a nap hősei, akik elhárítottak egy katasztrófát, ami rengeteg ember halálával járt volna. Colsont a felesége és kisfia várják és Barnes lányai is megérkeznek, majd nem sokkal később Connie is.
A film végén megjelenő szövegekből megtudjuk, hogy Galvint és a hibázó mozdonyvezetőt kirúgták, Barnest, Colsont és Connie-t előléptették. Barnes nem sokkal később nyugdíjba ment.
|  | Itt a vége a cselekmény részletezésének! |

## Érdekesség
A film nem-amerikai nézői számára zavaró lehet, hogy a filmben többször látható sebességmérők mérföld per óra sebességértékét kilométer per óra értékben mondják.

## Szereposztás
- Denzel Washington – Frank Barnes, veterán mozdonyvezető
- Chris Pine – Will Colson, fiatal vonatvezető
- Rosario Dawson – Connie Hooper, tolatásvezető, a diszpécserek főnöke
- Kevin Dunn – Oscar Galvin, az AWVR vonattársaság vonatirányító alelnöke
- Ethan Suplee – Dewey, mozdonyvezető, aki hanyagságból a bajt okozza
- Kevin Corrigan – Scott Werner, szövetségi vasúti biztonsági szakértő. Véletlenül a helyszínen tartózkodik és tanácsaival segít lefékezni a vonatot
- Lew Temple – Ned Oldham, vasúti főhegesztő
- T. J. Miller – Gilleece, váltókezelő, Dewey haverja
- Jessy Schram – Darcy Colson, Will Colson elhidegült felesége
- Jeff Wincott – Jesse Colson, Will bátyja, aki a láthatósági tárgyalásában segédkezik
- Michael Shatzer – Tony, vasúti munkás
- Meagan Tandy és Elizabeth Mathis – Maya és Nicole Barnes, Frank lányai, akik egy sztriptízbárban pincérkednek, hogy egyetemi tanulmányaik költségét fedezzék

## A film készítése
A Száguldó bomba különféle gyártási nehézségekkel találkozott a filmezés előtt; a szereposztás, az időzítés, a helyszín és a költségvetés mind kérdéses volt.
2007 júniusában a 20th Century Fox tárgyalásokat folytatott Martin Campbell-lel, hogy ő rendezze a filmet. Ez 2009 márciusáig fennállt, amikor Tony Scott neve kerül szóba rendezőnek. 
Áprilisban Denzel Washington és Chris Pine csatlakoztak a projekthez.
Az eredetileg tervezett 107 milliós költségvetést lefaragták 100 millió USD-re, de a Fox 90 milliós költségvetést szeretett volna, ezért arra kérték Scottot, hogy rendezői tiszteletdíját 9 millióról szállítsa le 6 millióra, Washingtont pedig arra kérték, hogy 20 millió helyett elégedjen meg 16 millió dolláros tiszteletdíjjal.
Washington ebbe nem ment bele, és elvesztette a türelmét, mert a filmezésnek nem volt kezdő dátuma. Formálisan elhagyta a projektet júliusban. A Fox módosította az ajánlatát, így Washington két hét elteltével visszatért a projekthez.
A produkció központja Pittsburgh-ben volt, ahol a filmbeli vasútállomás („Allegheny and West Virginia Railroad” - AWVR) központja is volt. A filmezés a környező területen történt, ebbe beleértendő az Ohio állambeli Martins Ferry, Bellaire, Mingo Junction, Steubenville és Brewster, és a Pennsylvania állambeli Pittsburgh, Emporium, Milesburg, Tyrone, Julian, Unionville, Port Matilda, Bradford, Monaca, Eldred, Turtlepoint, Port Allegany és Carnegie, továbbá Portville és Olean, New York államban. 
A valóságban is létező híd és a film csúcspontján szereplő kanyar Bellaire-ben van (Ohio állam).
Két napig filmeztek a Hooters étteremben (Monroeville, Pennsylvania külvárosa), ebben tíz Hooters-lány szerepelt, akiket az Egyesült Államok területéről hoztak ide. Más belső felvételeket a „31st Street Studios”-ban vettek fel (akkori neve: Mogul Media Studios), ami a 31-ik utcában van Pittsburgh-ben. A forgatás 2009. augusztus 31-én kezdődött. A bemutató 2010. november 12-re volt időzítve.
A forgatást egy napig hátráltatta, hogy a használt vonat egy része kisiklott 2009. november 21-én.
A filmben használt mozdonyok:
A 777-es GE AC4400CW sorozatú mozdony volt, amit a Canadian Pacific Railway-től (CP) kölcsönöztek; a többi mozdony, beleértve a #1206-ost és a „fékező” kísérletben részt vett mozdonyt (#7375 és #7346), EMD SD40-2 sorozatú volt, amit a „Wheeling and Lake Erie Railway” (WLE) vasúttársaságtól kölcsönöztek.
A CP #9777 és #9758 játszotta a film elején lévő #777-et és #767-et, a CP #9782 és #9751 volt a már sérült mozdony a történet későbbi részében. A #1206-ot három különböző SD40-2 játszotta: a WLE #6353 és #6534, és egy harmadik, a belső felvételekhez módosított példány. A #7375 és #7346 WLE #6352 és #6351 voltak, ezek két másik mozdonyt is alakítottak (#5624 és #5580). A kiránduló vonat mozdonya (#2002) a Southwestern Pennsylvania Railroad Paducah Built EMD GP11 sorozat volt, egy EMD GP9-ből átépítve. A gyerekeket szállító személykocsit az Orrville Railroad Heritage Society-től kölcsönözték.

## A valódi eset
A film történetének alapjául egy 2001-ben megtörtént baleset eseményei szolgáltak, mely „A CSX 8888 balesete” (CSX 8888 incident) vagy „A bolond nyolcas” (Crazy Eights) néven vált ismertté.
A CSX vasúttársaság 8888 számú tehervonata az ohioi Walbridge állomáson elszabadult és északnyugati irányba haladva körülbelül 100 km-t tett meg úgy, hogy nem volt senki a vonaton. A mozdonyvezető az indulás után nem sokkal leszállt a lassan haladó szerelvényről, hogy átállítson egy váltót, azonban a dinamikus fékrendszert nem a megfelelő állásban hagyta (ahogy ez a filmben is szerepelt) és a szerelvény felgyorsult. A vonat, melyet egy EMD SD40-2 mozdony húzott, két tartálykocsija több ezer liter mérgező, folyékony fenolt tartalmazott.
A vonat kisiklatása nem sikerült, a rendőrség nem tudta kilőni az üzemanyagot leengedő szelepet. A vonat már közel két órája haladt, időnként 82 km/h sebességgel, amikor sikerült egy másik mozdonnyal hozzákapcsolódni és a szerelvényt lefékezni. A fékezés hatására a sebessége 18 km/h-ra lassult. A CSX egyik alkalmazottja, Jon Hosfeld végigfutott a vonat mellett majd felszállt a mozgó járműre, melyet végül Kentontól délkeletre sikerült megállítania. A baleset során senki nem szenvedett komoly sérülést.
A film megjelenése után a Toledo Blade újság összehasonlította a valódi eseményeket a filmben ábrázoltakkal, és megállapította, hogy „a film eltúlozza és dramatizálja az eseményeket a szórakoztatás érdekében, ahogy ez várható is volt, de elég közel van a valósághoz, ezért jogos a »készült valódi események alapján« felirat a film elején” - írta róla David Patch. Megjegyzi, hogy a vonatvezető hiánya esetén egy vészkapcsolónak kellett volna működnie (ezt „dead man switch”-nek nevezik és akkor lép működésbe, ha a mozdonyvezető adott időn belül nem reagál; szó szerint: „halott ember kapcsolója”, azaz éberségi berendezés). Szerinte a film eltúlozza a fenol által okozott lehetséges károk mértékét, és valószínűtlennek tartja, hogy egy vasúttársaság kiadta volna a médiának a dolgozói fényképét és nevét, és már az események alatt név szerint megnevezte volna a hiba okozóját. A valódi esetben az okot csak hónapokig tartó vizsgálatok után hozták nyilvánosságra, amikor a National Transportation Safety Board (Nemzeti Közlekedésbiztonsági Tanács) közzétette jelentését, de a CSX sohasem fedte fel a hibás mozdonyvezető nevét, sem azt, hogy mi volt a fegyelmi eljárás eredménye.
Hasonló eset történt Magyarországon 2009-ben Devecser állomáson. A mozdonyvezető az állomáson töltött percekben szabálytalanul elhagyta a mozdonyt. Ezalatt a járó motorú dízelmozdony nem jó helyen rögzített fékkarja a rezonancia hatására felengedett, s a tehervonat gyorsulni kezdett. Az elszabadult vonatot Tüskevár állomáson állították meg úgy, hogy a sínekre féksarukat helyeztek.

## A film megjelenése

### Marketing
A film előzetesét 2010. augusztus 6-án adták ki. Maga a film 2010. november 12-én jelent meg.

### Egyéb megjelenés
A Száguldó bomba DVD-n és Blu-ray-n 2011. február 15-én jelent meg.

## Fogadtatás

### Kritikai reakciók
A Száguldó bomba többnyire kedvező kritikákat kapott. A Rotten Tomatoes filmkritikusai 86%-ra értékelték 166 vélemény alapján. „A film gyors, hangos és könyörtelen, mint a történetben szereplő mozdony. Szórakoztató film, Tony Scott legjobb rendezése az utóbbi néhány évben.”   "

A Metacritic, kritikákat összegyűjtő portál szerint 69%-ot kapott 32 kritika alapján, amik „általában kedvezőek” voltak. 

Roger Ebert, a Chicago Sun Times filmkritikusa 3,5 csillagot adott a lehetséges 4-ből és hozzátette „szaktudás tekintetében szuper film.” 
A The New York Times-ban Manohla Dargis kritikus dicsérte a filmet a vizuális stílusa miatt, és hozzátette: „ Scott váratlanul gazdag látványvilágot hoz létre pöfögő és rohanó mozdonyokból, amik szépen fényképezett természeti és ipari tájak mentén robognak”.
A The Globe and Mail kanadai újság visszafogottabban fogalmaz. „Bár a film akciójelenetei megfelelnek egy három perces heavy metal gitárszólónak”, az újság kritikusa érzése szerint a filmbeli figurák nem elég erőteljesek.  „A film a politikai megalkuvás allegóriája egy olyan gazdaságban, amiben nincs ellenőrzés, és olyan iparról, ahol kevés az ember és érzéketlenek a vállalati vezetők”.

### Bevételek
A Száguldó bombától azt várták, hogy körülbelül annyi bevételt produkál, mint Tony Scott hasonló témájú másik filmje, a 2009-es Hajsza a föld alatt (Taking of Pelham 123), amiben szintén Denzel Washington volt az egyik főszereplő. A Pelham bevétele 23,4 millió dollár volt a nyitóhétvégéjén az Egyesült Államokban és Kanadában együtt.

A Száguldó bomba erős nyitóhétvégét produkált 2010. november 12-én, pénteken, ezzel megelőzte a Megamind-ot (8,1 millió). De a Megamind hétvégi bevétele 30 millió volt, míg a Száguldó bombáé csak 23,9 millió USD.
Ezekkel az eredményekkel a Száguldó bomba kicsivel jobb eredményt ért el, mint a The Taking of Pelham 123 nyitóhétvégéjén.

### Díjak, elismerések
A filmet Oscar-díjra jelölték „a legjobb hangvágás” kategóriában a 83. gálán.

## Fordítás
- Ez a szócikk részben vagy egészben  az   Unstoppable (2010 film) című angol Wikipédia-szócikk fordításán alapul.  Az eredeti cikk szerkesztőit annak laptörténete sorolja fel. Ez a jelzés csupán a megfogalmazás eredetét és a szerzői jogokat jelzi, nem szolgál a cikkben szereplő információk forrásmegjelöléseként.